# Black Island, Newfoundland
Black Island är en ö i Kanada.   Den ligger i provinsen Newfoundland och Labrador, i den östra delen av landet, 1 600 km öster om huvudstaden Ottawa. Arean är 5,2 kvadratkilometer.
Terrängen på Black Island är platt. Öns högsta punkt är 114 meter över havet. Den sträcker sig 3,1 kilometer i nord-sydlig riktning, och 3,1 kilometer i öst-västlig riktning.